# Bouconvillers
Bouconvillers település Franciaországban, Oise megyében. Lakosainak száma 431 fő (2022. január 1.). Bouconvillers Lavilletertre, Lierville, Chars és Nucourt községekkel határos.

## Népesség
A település népességének változása:
| Lakosok száma | 361  | 382  | 394  | 387  | 385  | 383  | 386  | 439  | 431  |
|               | 2013 | 2015 | 2016 | 2017 | 2018 | 2019 | 2020 | 2021 | 2022 |